# 八戸駐屯地
八戸駐屯地（はちのへちゅうとんち、JGSDF Camp Hachinohe）は、青森県八戸市大字市川町字桔梗野官地に所在し、第4地対艦ミサイル連隊等が駐屯する陸上自衛隊の駐屯地である。

## 概要
駐屯地司令は、第4地対艦ミサイル連隊長が兼務。駐屯地北東に隣接して八戸演習場がある。六ヶ所対空射撃場管理隊が六ヶ所対空射撃場を管理する。
高射特科群、飛行隊などが配置され、青森駐屯地と並んで第9師団の中核をなす駐屯地である。海上自衛隊八戸航空基地と隣接しており、一体化しているように見えるが、第9飛行隊が使用する滑走路を含め、完全に別個に運用されている。ただし、ICAO空港コード上では八戸航空基地と同じRJSHとされている。
連合軍占領時代には進駐軍（アメリカ軍）が駐留し、“キャンプ・ホーガン(Camp Hogan)”の名称で呼ばれた。駐屯地内にはキャンプ・ホーガン時代に建設された尖塔（鐘楼）付き教会があり、現在は銃剣道の道場となっている他、やはりアメリカ軍駐留時に建設された将校クラブがあり、こちらは戦術講堂と資料館「防衛館」となっている。防衛館の東側の敷地には用途廃止となった74式戦車や61式戦車他の車輌と火砲、ヘリコプターといった歴代の装備が屋外展示されている。
26中期防以降、所在部隊の整理縮小が進められており、2023年（令和5年）3月末までに第5高射特科群（2024年（令和6年）3月に再編）と第4地対艦ミサイル連隊の3個中隊が廃止されている。

## 沿革
日本陸軍
- 1939年（昭和14年）：前身となる日本陸軍飛行場の建設が開始される。
- 1941年（昭和16年）：日本陸軍八戸飛行場として完成。

アメリカ陸軍
- 1945年（昭和20年）9月：アメリカ陸軍第8軍第9軍団第81師団が進駐。「キャンプ・ホーガン」と改称される。この時期に大規模拡張が行われ、海上自衛隊基地を含む現在の面積に拡張された。
- 1950年（昭和25年）5月：朝鮮戦争により駐留する米第81師団の大半が移動。

警察予備隊八戸駐屯地
- 1950年（昭和25年）9月：敷地の一部が返還され、警察予備隊八戸駐屯地が開設される。

保安隊八戸駐屯地
- 1952年（昭和27年）10月15日：保安隊の発足により保安隊八戸駐屯地に改称される。

陸上自衛隊
- 1954年（昭和29年）7月1日：陸上自衛隊発足
- 1956年（昭和31年）
  - 3月：駐留する米第81師団の大津駐屯地（滋賀県）への移駐が決定。米軍に替わり陸上自衛隊第5普通科連隊が青森駐屯地より移駐することとなり、米軍部隊の撤収と陸上自衛隊部隊の移動が行われる。
  - 5月：敷地の全域が日本に返還される。

陸上自衛隊八戸駐屯地
- 1956年（昭和31年）5月31日：第5普通科連隊が青森駐屯地より移駐を完了し、陸上自衛隊駐屯地として正式に発足する[1]。
- 1957年（昭和32年）3月5日：第9施設大隊が福島駐屯地から移駐。
- 1959年（昭和34年）3月30日：第122特科大隊が真駒内駐屯地から移駐し、第9混成団隷下に編入。
- 1962年（昭和37年）
  - 1月18日：第9混成団第9航空隊が第9飛行隊に改編され、東北方面航空隊に編合。
  - 8月14日：第5普通科連隊が青森駐屯地へ再び移駐。
  - 8月15日：第9師団編成に伴う改編。

  1. 第38普通科連隊が第5普通科連隊を母体として新編。
  2. 第39普通科連隊が第5普通科連隊を母体として新編。
  3. 第9戦車大隊が新編。
  4. 第9対戦車隊が新編。
- 1968年（昭和43年）3月25日：第39普通科連隊が弘前駐屯地に移駐。
- 1970年（昭和45年）3月：第9戦車大隊及び第9対戦車隊が岩手駐屯地へ移駐[2]。
- 1972年（昭和47年）
  - 7月1日：第303無線誘導機隊を新編。
  - 9月18日：ホーク （ミサイル）群編成のための編成準備室を開設。
- 1973年（昭和48年）3月27日：第5高射特科群が第122特科大隊を母体として新編。
- 1988年（昭和63年）3月25日：東北方面航空隊第2対戦車ヘリコプター隊を新編。
- 1994年（平成06年）3月28日：第9飛行隊が第9師団の隷下部隊となる。
- 1996年（平成08年）3月29日：第4地対艦ミサイル連隊を新編。
- 1998年（平成10年）9月7日：駐屯地司令職務が第38普通科連隊長から第4地対艦ミサイル連隊長に移管。
- 1999年（平成11年）3月29日：

1. 第38普通科連隊が多賀城駐屯地に移駐。
2. 第9対戦車隊が岩手駐屯地から移駐。

- 2006年（平成18年）3月27日：

1. 東北方面混成団新設に伴い、第38普通科連隊の第3普通科中隊、第4普通科中隊が多賀城駐屯地から再移駐。
2. 東北方面後方支援隊編成完結に伴い、第301普通科直接支援中隊八戸派遣隊、第303特科直接支援中隊、第303高射特科直接支援中隊、第108全般支援大隊整備中隊八戸派遣隊、東北方面輸送隊第105輸送業務隊第2端末地業務班が配置。

- 2010年（平成22年）
  - 3月26日：

  1. 第9対戦車隊を廃止。
  2. 東北方面後方支援隊第303特科直接支援中隊（第4地対艦ミサイル連隊を支援）を廃止。

  - 3月26日：

  1. 第9後方支援連隊が改編され青森駐屯地から移駐。
  2. 第4地対艦ミサイル連隊が東北方面隊直轄から東北方面特科隊隷下へ異動。
  3. 東北方面後方支援隊第102特科直接支援隊直接支援中隊（第4地対艦ミサイル連隊を支援）を新編[3]。
- 2018年（平成30年）
  - 3月26日：

  1. 第5高射特科群を廃止。
  2. 東北方面後方支援隊第303高射特科直接支援中隊（第5高射特科群を支援）を廃止。
  3. 東北方面輸送隊第105輸送業務隊第2端末地業務班を廃止。

  - 3月27日：

  1. 第101高射特科隊を新編[4]。
  2. 東北方面後方支援隊第301高射直接支援隊（第101高射特科隊を支援）を新編[4]。
  3. 陸上自衛隊中央輸送隊隷下の第2方面分遣隊第2端末地業務班を新編。
- 2019年（平成31年）3月25日：第4地対艦ミサイル連隊第4射撃中隊を廃止。
- 2022年（令和04年）3月16日：第4地対艦ミサイル連隊第3射撃中隊を廃止。
- 2023年（令和05年）3月15日：第4地対艦ミサイル連隊第2射撃中隊を廃止 。
- 2024年（令和06年）3月21日：

1. 東北方面特科隊廃止に伴い、第4地対艦ミサイル連隊が方面隊直轄部隊化。
2. 第102特科直接支援隊が廃止され、隷下の直接支援中隊を第307特科直接支援中隊（第4地対艦ミサイル連隊を支援）に改編。
3. 第101高射特科隊を増強改組する形で第5高射特科群を再編成[5][6]。
4. 第303高射直接支援中隊（第5高射特科群を支援）を再編成。東北方面後方支援隊に隷属。

- 2025年（令和07年）
  - 3月24日：部隊改編

  1. 第4地対艦ミサイル連隊隷下に第2地対艦ミサイル中隊、第3地対艦ミサイル中隊を新編[7][6]。
  2. 第5高射特科群第319高射中隊が第351高射中隊（03式中距離地対空誘導弾装備）に改編[8]。

  - 年度末：第2対戦車ヘリコプター隊を廃止、第110飛行隊（仮称）に改組予定[9]。

## 駐屯部隊

### 東北方面隊隷下部隊
- 第4地対艦ミサイル連隊
- 第9師団
  - 第9後方支援連隊（第2整備大隊・輸送隊・衛生隊を除く）
  - 第9施設大隊
  - 第9飛行隊
- 東北方面混成団
  - 第38普通科連隊
    - 第3普通科中隊
    - 第4普通科中隊
- 第5高射特科群
- 東北方面航空隊
  - 第2対戦車ヘリコプター隊
  - 東北方面管制気象隊
    - 第1派遣隊
- 東北方面後方支援隊
  - 第307特科直接支援中隊：第4地対艦ミサイル連隊を支援
  - 第303高射直接支援中隊：第5高射特科群を支援
  - 第301普通科直接支援中隊
    - 八戸派遣隊：第38普通科連隊第3普通科中隊、第4普通科中隊を支援
- 東北方面会計隊
  - 第384会計隊
- 東北方面システム通信群
  - 第103基地システム通信大隊
    - 第305基地通信中隊
      - 八戸派遣隊
- 八戸駐屯地業務隊

### 防衛大臣直轄部隊
- 東北方面警務隊
  - 第123地区警務隊
    - 八戸派遣隊
- 陸上自衛隊中央輸送隊
  - 第2方面分遣隊
    - 第2端末地業務班

## 最寄の幹線交通
- 高速道路：八戸自動車道 八戸北IC
- 一般道：国道45号、国道104号、国道338号、国道454号、青森県道8号八戸野辺地線、青森県道15号橋向五戸線、青森県道19号八戸百石線、青森県道29号八戸環状線
- 鉄道：JR東日本（東北新幹線/八戸線）・青い森鉄道線 八戸駅、青い森鉄道線 陸奥市川駅
- 港湾：むつ小川原港、八戸港（重要港湾）、大湊基地（海上自衛隊）
- 飛行場：三沢飛行場（官民共用）

## 六ヶ所対空射撃場
六ヶ所対空射撃場（ろっかしょたいくうしゃげきじょう）は、青森県上北郡六ヶ所村大字泊字川原に所在する陸上自衛隊八戸駐屯地業務隊が管理する対空射撃場である。無線誘導の標的機等に対し、最大射程20,000m以下の地対空誘導弾、重機関銃の実弾射撃等を実施する。訓練支援部隊は、八戸駐屯地の第303無線誘導機隊である。